# Lancaster (Carolina del Sur)
Lancaster es una ciudad situada en el estado de Carolina del Sur, en los Estados Unidos. Es la sede del condado homónimo. Εn el año 2000 la localidad tenía una población de 8.177 habitantes, en una superficie de 15.3 km², de lo que resulta una densidad poblacional de 543 personas por km². La ciudad recibió su nombre para honrar a la Casa de Lancaster.

## Geografía
Lancaster se encuentra ubicada en las coordenadas 34°43′16″N 80°46′24″O / 34.72111, -80.77333. Según la Oficina del Censo, la ciudad tiene un área total de 15,3 km² (5,9 mi²), de la cual 15,1 km² (5,8 mi²) es tierra y 0,2 km² (0,1 mi²) (1.36%) es agua.

## Demografía
En el 2000 la renta per cápita promedia del hogar era de $28.650, y el ingreso promedio para una familia era de $33.380. El ingreso per cápita para la localidad era de $16.828. En 2000 los hombres tenían un ingreso per cápita de $27.090 contra $22.382 para las mujeres. Alrededor del 23.00% de la población estaba bajo el umbral de pobreza nacional. 
Según el censo de 2020, los afroamericanos constituían el 47.26% de la población; los blancos, el 38'77%; los hispanos, el 8.94%; los asiáticos, el 1.03%; los nativos americanos, el 0.26%; y los descendientes de poblaciones de Oceanía, el 0.04%. Un 3.75% pertenecía a dos o más etnias.

## Escuelas
La ciudad de Lancaster es la cabecera del Distrito Escolar del Condado de Lancaster, en Carolina del Sur. Administra once escuelas primarias, cinco escuelas de secundaria y cuatro escuelas de bachillerato o preparatoria. En la ciudad de Lancaster se encuentra la Universidad de Lancaster de Carolina del Sur, también conocida como USCL.

## Localidades adyacentes
El siguiente diagrama muestra a las localidades en un radio de 12 kilómetros (7,5 mi) de Lancaster.